# Heterospathe pilosa
Heterospathe pilosa är en enhjärtbladig växtart som först beskrevs av Karl Ewald Maximilian Burret, och fick sitt nu gällande namn av Karl Ewald Maximilian Burret. Heterospathe pilosa ingår i släktet Heterospathe och familjen Arecaceae. Inga underarter finns listade i Catalogue of Life.